# Hauptstraße 44 (Kirchardt)

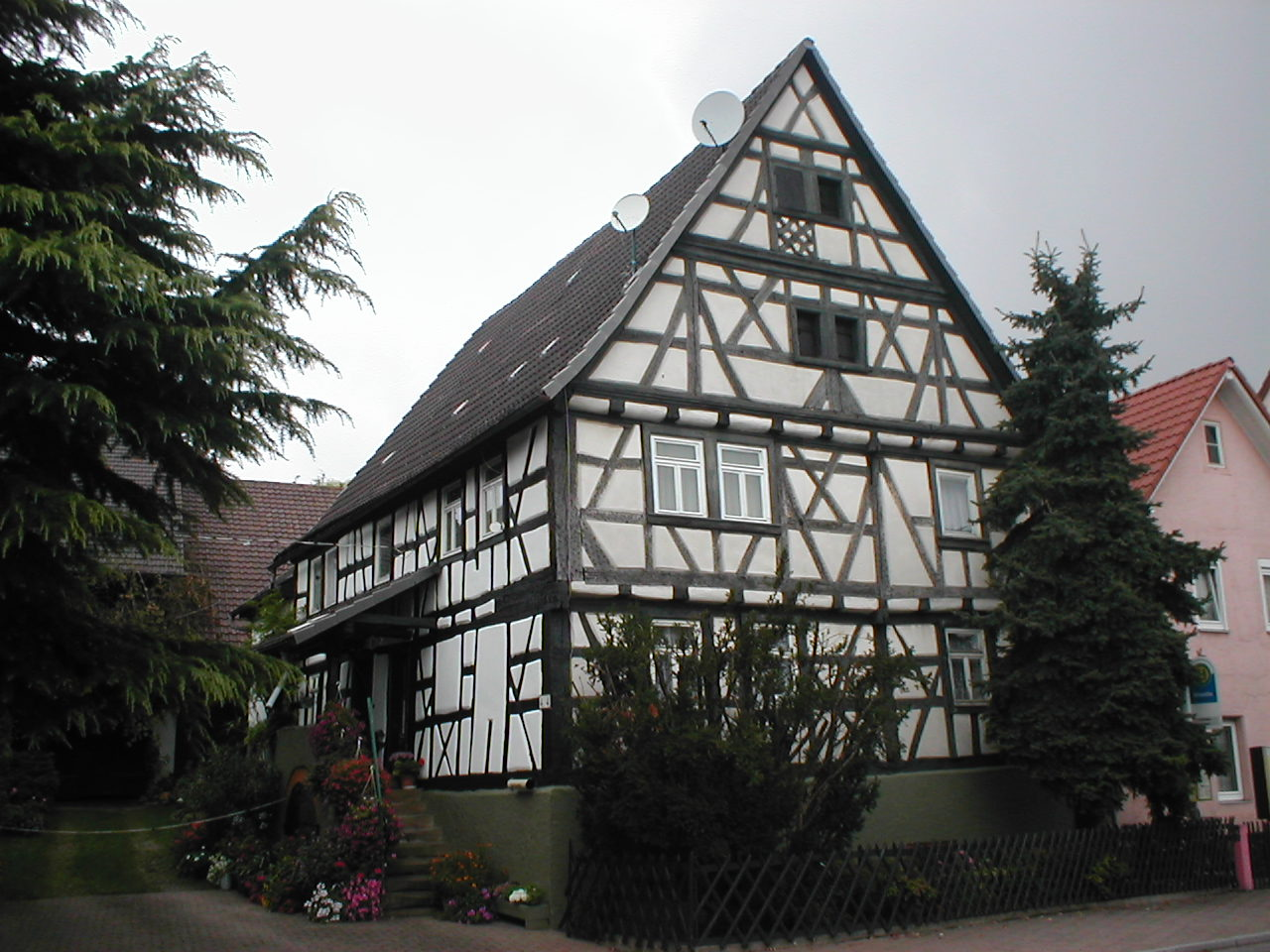
Gebäude Hauptstraße 44 in Kirchardt

Das Haus Hauptstraße 44 in Kirchardt, einer Gemeinde im Landkreis Heilbronn im nördlichen Baden-Württemberg, ist ein in der ersten Hälfte des 17. Jahrhunderts errichtetes Fachwerkhaus im Kraichgau. Das Gebäude ist ein geschütztes Kulturdenkmal.

## Beschreibung
Das Haus ist ein quergeteiltes Doppelhaus mit zweiläufiger Treppe zu den Eingängen und einem Fachwerkgiebel zu Straße hin. Es besteht aus zwei Fachwerkstöcken und zwei Dachstöcken. Die Fenster wurden vergrößert und dadurch verdrängte die K-Strebe die ursprünglichen langen Streben und Andreaskreuze über den Brüstungshölzern, wie sie im Giebel noch zu sehen sind. 